# Gregory Corso
Gregory Corso (New York, 26 maart 1930 – Minneapolis, 17 januari 2001) was een van de invloedrijkste dichters van de beatgeneration.
Zijn jeugd deed echter niet vermoeden dat hij zo’n prominente positie in de literaire maatschappij zou verkrijgen. Zijn moeder, die 16 was toen Corso geboren werd, verliet het gezin een jaar na zijn geboorte en dit luidde een periode in waarin Corso veelal onderdak vond bij pleeggezinnen en in weeshuizen. Hij liep voortdurend weg en zijn carrière als kleine crimineel leidde uiteindelijk tot een veroordeling van drie jaar wegens diefstal.
In de Clinton State Prison vond er een belangrijke omwenteling plaats in Corso’s leven. Hij leerde de literatuur kennen en ontwikkelde een voorkeur voor de dichtkunst. In een interview met Contemporary Authors, zei Corso over zijn ervaringen in de cel: "When I left, I left there a young man, educated in the ways of men at their worst and at their best. Sometimes hell is a good place - if it proves to one that because it exists, so must its opposite, heaven exist". Corso vond zijn “heaven” in het schrijven van poëzie.
Hij werd in 1950 vrijgelaten en kwam in contact met Allen Ginsberg, William S. Burroughs en Jack Kerouac. Hij begon te schrijven voor de Los Angeles Examiner maar was ook handwerksman en werkte voor de Noorse koopvaart. Hij acteerde en speelde in Andy Warhols film Couch.
In 1954 verscheen The Vestal Lady on Brattle and Other Poems, zijn eerste dichtbundel. Dit was het begin van een reeks voordrachten van Corso waarvoor hij stad en land afreisde, bijvoorbeeld in Oost-Europa en Mexico. In 1956 verhuisde hij naar San Francisco en werd het boegbeeld van de beatgeneration. Het hoogtepunt van zijn dichtersbestaan lag in de jaren vijftig en jaren zestig.
In 2000 ging Corso bij zijn dochter wonen, die verpleegster was in Minneapolis. Hij was toen al ziek en overleed op 70-jarige leeftijd in Minneapolis aan prostaatkanker. Op zijn eigen verzoek werd hij begraven in een graf naast dat van Percy Shelley in de Cimitero Acattolico, een protestantse begraafplaats in Rome.